# روبرت كاسباري
روبرت كاسباري (بالألمانية: Robert Caspary)‏ (و. 1818 – 1887 م) هو عالم نبات، وإحاثي، وأستاذ جامعي من ألمانيا . ولد في كونيغسبرغ .
وكان عضو في الأكاديمية الألمانية للعلوم ليوبولدينا .